# Церковь Успения Пресвятой Богородицы (Апатиты)
Церковь Успения Пресвятой Богородицы (Успенская церковь) — православный храм в городе Апатиты Мурманской области. Первая церковь в городе и одна из двух в настоящее время. Относится к Хибиногорскому благочинию Мурманской епархии.
Главный престол освящён в честь Успения Божией Матери.

## История
В городе Апатиты церкви ранее не было. Был заложен и освящён закладной камень на Лесной улице, где предполагалось строить каменный храм. Но из-за нехватки денег строительство было отменено. В 1994 году 1-этажное здание магазина было передано церкви. Началась перестройка здания.
Храм был освящён и открыт для прихожан 31 марта 1996 года епископом (ныне митрополит) Мурманским и Мончегорским Симоном при настоятеле иерее (ныне протоиерей) Василии Данилец.
Написал храмовую икону «Успение Богородицы», оформил интерьер, расписал фресками стены и алтарь художник из Апатитов Владимир Меткин.

## Духовенство
- Настоятель храма — место вакантно. Указом митрополита Мурманского и Мончегорского Митрофана от 12 апреля 2021 года, клирик Мурманской епархии протоиерей Константин Кузнецов, в связи с совершением общественно опасного деяния не совместимого со священническим служением, нанесшего значительный урон общественному мнению о Русской Православной Церкви, освобожден от должности настоятеля храма Успения Пресвятой Богородицы города Апатиты, выведен за штат и запрещен в священнослужении[2].